# Scaevola
Pour les articles homonymes, voir Scaevola (homonymie).
Genre
Classification phylogénétique
Scaevola est un genre de plantes de la famille des Goodeniaceae.

## Répartition
Les espèces de ce genre se répartissent dans la région indo-pacifique. Le genre est particulièrement bien représenté en Australie, où l'on trouve 71 espèces (dont 70 endémiques). En Nouvelle-Calédonie, le genre compte 9 espèces dont 8 endémiques.
Deux espèces en particulier, Scaevola plumieri et Scaevola taccada, sont largement représentées sur les plages tropicales de l'océan Indien et du Pacifique.

## Espèces
Le genre comprend de 96 à 130 espèces, parmi lesquelles :
- Scaevola aemula
- Scaevola balansae (Nouvelle-Calédonie)
- Scaevola beckii (Nouvelle-Calédonie)
- Scaevola ×cerasifolia Skottsberg (pro sp.)
- Scaevola chamissoniana Gaud.
- Scaevola coccinea (Nouvelle-Calédonie)
- Scaevola coriacea Nutt.
- Scaevola cylindrica (Nouvelle-Calédonie)
- Scaevola erosa (Nouvelle-Calédonie)
- Scaevola gaudichaudiana Cham.
- Scaevola gaudichaudii Hook. et Arn.
- Scaevola glabra Hook. et Arn.
- Scaevola hobdyi W.L. Wagner
- Scaevola kilaueae O. Deg.
- Scaevola macropyrena (Nouvelle-Calédonie)
- Scaevola mollis Hook. et Arn.
- Scaevola montana (Nouvelle-Calédonie)
- Scaevola plumieri (L.) Vahl
- Scaevola procera Hbd.
- Scaevola racemigera (Nouvelle-Calédonie)
- Scaevola sericea
- Scaevola taccada (Gaertner) Roxburgh (= Scaevola sericea) , veloutier vert, manioc marron bord de mer